# Nicolás II de Constantinopla
Nicolás II Crisoberges, también conocido como Nicolás II de Constantinopla (griego: Νικόλαος ὁ Χρυσοβέργης, ʻvarita de oroʼ), (? - 16 de diciembre de 991) fue patriarca Ecuménico de Constantinopla de 984 a 991.
En 980, durante el reinado del emperador Basilio II, con Nicolás Crisoberges como patriarca Ecuménico, se creía que el Arcángel Gabriel se apareció bajo la apariencia de un monje al discípulo de cierto monje del Monasterio del Pantocrátor en el Monte Athos. El monje contó que el ángel cantó una nueva estrofa del himno de maitines, grabada en una pizarra que aún se conserva en el monasterio. Nicolás recibió la reliquia en la catedral de Santa Sofía. El Axion Estin se sigue cantando en los servicios ortodoxos.
Durante el mandato de Nicolás también se completó la cristianización de la Rus de Kiev y se nombró al primer metropolitano de la Rus, Miguel el Sirio.
El patriarca Nicolás fue canonizado posteriormente y es conmemorado tanto por la iglesia católica como por la iglesia ortodoxa el 16 de diciembre.